# Erigonoploides
Erigonoploides Eskov, 1989 è un genere di ragni appartenente alla famiglia Linyphiidae.

## Distribuzione
L'unica specie oggi attribuita a questo genere è stata reperita nella Russia asiatica.

## Tassonomia
A dicembre 2011, si compone di una specie:
- Erigonoploides cardiratus Eskov, 1989[3] — Russia